# Hermann Jochade

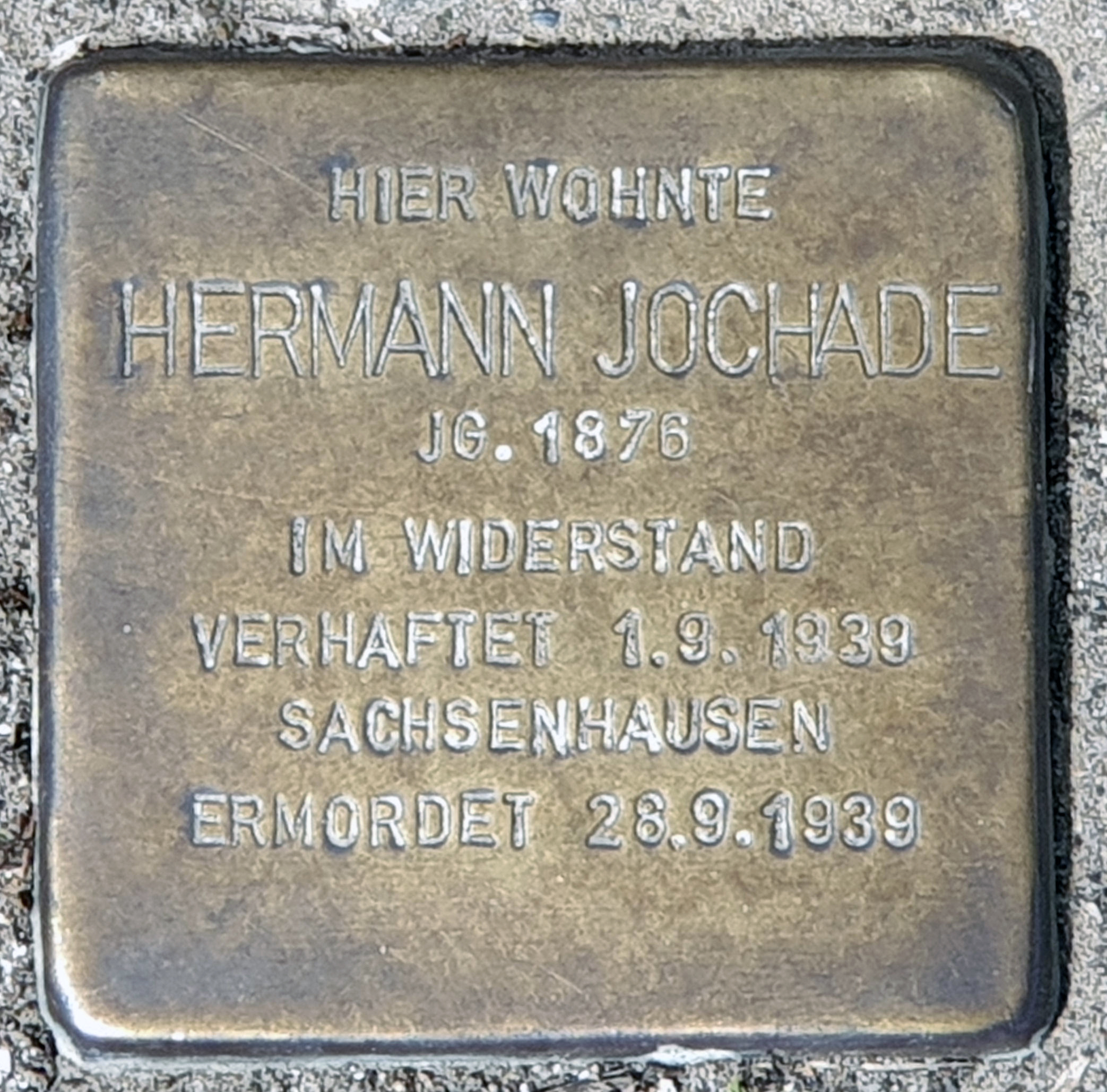
Stolperstein für Hermann Jochade in Berlin-Karlshorst

Hermann Jochade (* 7. Juli 1876 in Neuhaus im Solling; † 29. September 1939 im KZ Sachsenhausen) war ein deutscher Gewerkschaftsfunktionär und Sekretär der Internationalen Transportarbeiter-Föderation.

## Leben und Wirken
Hermann Jochade wuchs im Landkreis Holzminden auf. Sein Vater arbeitete als Schachtmeister im Eisenbahnbau. Hermann Jochade besuchte eine Volksschule und nahm anschließend eine Stelle bei der Märkischen Eisenbahn an. Danach absolvierte er eine Berufsausbildung zum Former bei einer Eisengießerei in Lüneburg und wurde 1891 Mitglied im Zentralverein der deutschen Former und der SPD. Nachdem er den Militärdienst abgeleistet hatte, ging er für kurze Zeit an die Kieler Howaldtswerft. Da Jochade an einem Arbeiterstreik teilgenommen hatte, wurde er entlassen und ging im Mai 1899 nach Hamburg. Dort engagierte er sich in der Gewerkschaft, die ihn in das Hamburger Gewerkschaftskartell entsandt. Ab 1900 war Jochade Mitglied des leitenden Ausschusses des Zentralvereins der deutschen Former und Berufsgenossen.
Ende 1900 wurde Jochade arbeitslos und fand eine neue Stelle bei der Gewerkschaftsdruckerei von Fr. Meyer, die ihren Sitz in Hamburg-Eilbek hatte. Jochade berichtete als deutscher Vertrauensmann über die Organisation deutscher Former an das Internationale Former-Sekretariat, das seinen Sitz in Paris hatte. Jochade verfasste auch Beiträge für das Blatt Glück auf des Formerverbands. Nachdem sich die Former dem Deutschen Metallarbeiter-Verband angeschlossen hatten, endete Jochades Tätigkeiten für die Gewerkschaft 1901.
1901 ernannte der Verband der Eisenbahner Deutschlands Jochade zum Redakteur der Verbandszeitschrift Weckruf der Eisenbahner. Ein Jahr später übernahm Jochade den Verbandsvorsitz und behielt ihn, unterbrochen von einer halbjährigen Haftstrafe, bis 1906. Jochade schrieb kritisch, deckte Probleme auf und erwähnte die Namen der dafür verantwortlichen Personen. Aus diesem Grund wurde er mehrfach verklagt und verurteilt. Seit 1901 sammelte Jochade Belege über die mit Entlassungen verbundenen Zug- und Arbeitsunfälle sowie Lohnkürzungen. Diese wollte er Landtags- und Reichstagsabgeordneten zukommen lassen. Als Jochade die Schrift 1904 publizierte, wurde diese umgehend verboten, wenngleich sich Parlamentarier der SPD aufgrund der Materialsammlung mit den Belangen der Eisenbahner beschäftigten.
1904 nahm Jochade als Delegierter am internationalen Kongress der Internationalen Transportarbeiter-Föderation (ITF) in Amsterdam teil. Während des Kongresses wurde Hamburg als Hauptsitz des ITF gewählt. Jochade übernahm hier bis 1916 die Stelle des Sekretärs und publizierte ab 1906 regelmäßig das dreisprachige Korrespondenzblatt. Somit versuchte er, den Zusammenhalt der beteiligten Organisationen zu fördern. 1909 ersetzte er das Blatt durch wöchentlich verfasste Berichte, die in deutscher, englischer, französischer, schwedischer, spanischer und italienischer Sprache erschienen. Jochade fungierte bis zum Zusammenschluss der Eisenbahnergewerkschaft mit dem Deutschen Transportarbeiterverband 1908 als Vertrauensmann von international organisierten Eisenbahnern. Mit dem Zusammenschluss 1908 wechselte Jochade an den neuen Sitz des ITF in Berlin. 1913 galt der ITF mit einer 700.000 Mitgliedern als drittgrößter internationaler Zusammenschluss von Gewerkschaften, wofür Hermann Jochade maßgeblich mitverantwortlich war.
Während des Ersten Weltkriegs unterstützte Jochade die Kriegsziele seines Heimatlandes und leistete Kriegsdienst als Soldat. Sowohl während des Kriegs als auch in der Folgezeit setzte er sich weiterhin für die Belange der Gewerkschaften ein. 1916 stimmten die Militärbehörden seiner Wahl in den Vorstand des Deutschen Eisenbahnerverbands zu. 1919 beteiligte sich Jochade am Wiederaufbau des ITF und leitete dessen „literarische Abteilung“, deren Buchhandlung preisgünstige Belletristik anbot.
Während der Weimarer Republik beteiligte sich Jochade, der als gemäßigter Gewerkschafter galt, nicht an den Auseinandersetzungen innerhalb der Gewerkschaften. Jochade bevorzugte Tarifverhandlungen anstelle von Streiks. Die Wiederwahl als Gewerkschaftsvorsitzender gewann Jochade 1922 mit deutlicher Mehrheit. Er engagierte sich weiterhin in internationalen Gremien und in der Bildungsarbeit. 1925 schloss sich die Eisenbahner-Gewerkschaft mit der Reichsgewerkschaft deutscher Eisenbahnbeamten und -anwärter zum Einheitsverband der Eisenbahner Deutschlands zusammen. Hermann Jochade blieb weiterhin Vorsitzender der Gewerkschaft. Ende März 1933 musste er, vermutlich auf Drängen von Vorstandsmitgliedern, alle Ämter niederlegen.
Jochade beteiligte sich aktiv am Widerstandskampf gegen das NS-Regime. Unter anderem war er Mitglied der Illegalen „Reichsleitung der Gewerkschaften“. Zudem soll Jochade einen Teil des Vermögens, das er aus dem Einheitsverband der Eisenbahner Deutschlands gesichert hatte, nach dessen Zerschlagung ins Ausland gebracht haben.
Während des Zweiten Weltkriegs wurde Hermann Jochade in das KZ Sachsenhausen verschleppt, wo er Ende September 1939 vermutlich ermordet wurde.
Seit 2010 erinnert ein Stolperstein in Berlin-Karlshorst an Hermann Jochade.